# 子闾
子閭（？—前479年），羋姓，名啟，字子閭，即公子啟，楚平王之子，楚昭王之兄。
前489年，楚昭王在出兵前占卜，结果是战争和退兵都不吉利，楚昭王自知难逃一死，便打算死在仇敌手里，他先后命令兄长公子申和公子结继承王位，二人都不同意。楚昭王又命令子闾继承王位，子闾推辞了五次后同意了。不久，楚昭王得了病，死在城父，子闾退下来说：“君王舍弃他的儿子而让位，臣下们岂敢忘记君王呢？服从君王的命令，是顺乎情理的；拥立君王的儿子，也是顺乎情理的，两种顺乎情理都不能丢掉。”子闾便与公子申、公子结商量，秘密转移军队，封闭有关道路，迎接越国女子为楚昭王生的公子章即位，然后退兵回国。
前479年，白公胜发动叛乱，想让子闾做楚王，子闾不答应，白公胜就以武力劫持他，子闾说：“您如果安定楚国，整顿王室，然后对我加以庇护，这是我的愿望，岂敢不听从？如果要专谋私利来颠覆王室，置国家于不顾，那么我宁死不从。”白公胜随后就杀了子闾。